# Els Lusíades
Els Lusíades (portuguès: Os Lusíadas) és una epopeia portuguesa publicada el 1572 per Luís de Camões, tres anys després del seu retorn d'Orient. Es compon de deu cants, amb un nombre variable d'estrofes, que són majoritàriament octaves decasíl·labes, subjectes a un esquema rítmic ABABABCC. Es considera una de les millors epopeies del Renaixement.

## Etimologia i significat de l'obra

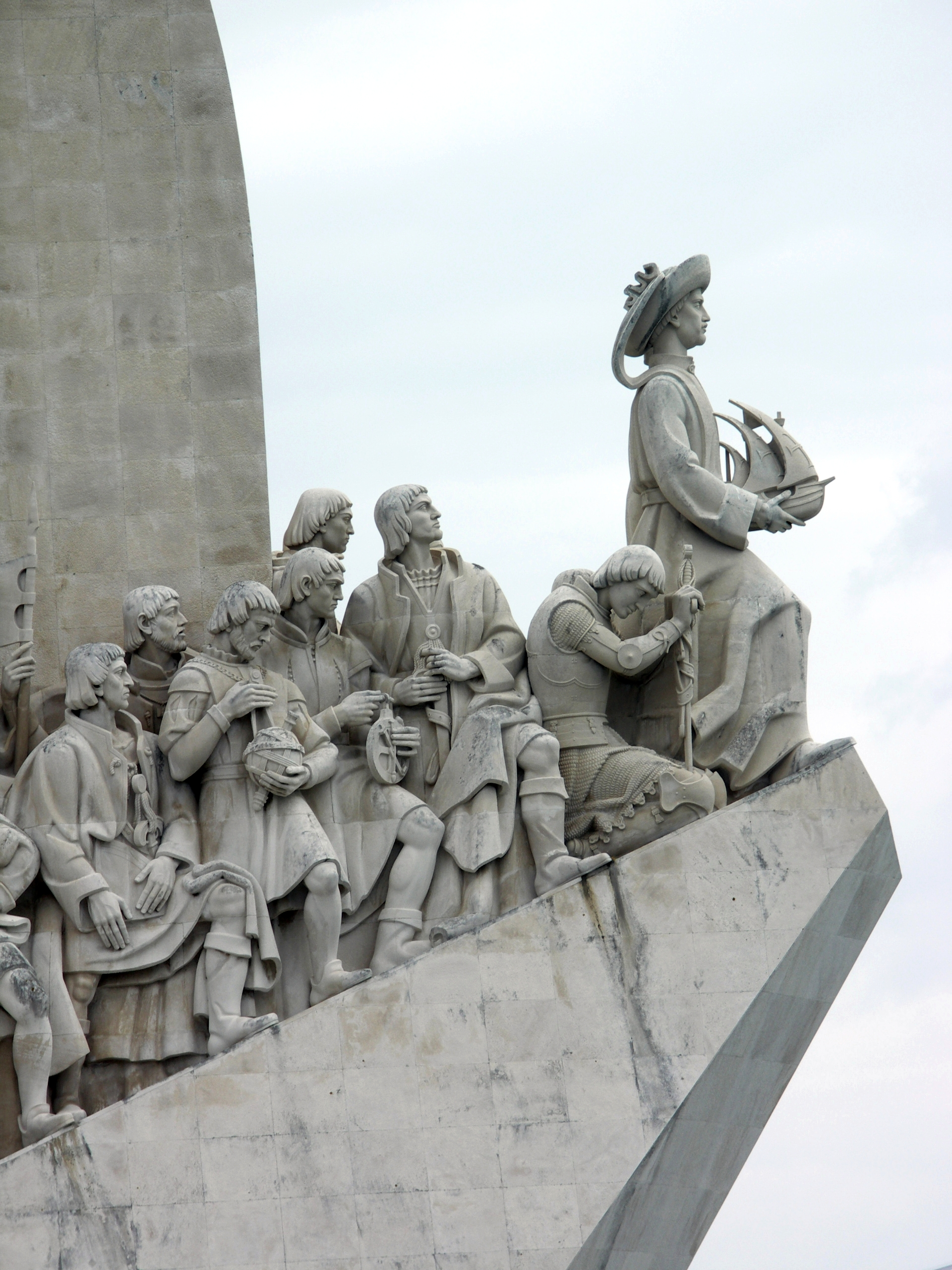
Monument a Belém (Lisboa)

El nom de Os Lusíadas significa 'els fills de Lus'. Segons la llegenda, els portuguesos descendeixen de Luso, fill del déu Bacus, que va conquistar per les armes el territori que després serà Lusitània, és a dir, Portugal. La paraula va ser creada per l'humanista André de Resende, i Camoes la va emprar per primera vegada en la llengua portuguesa. Aquest nom col·lectiu indica clarament que el subjecte èpic del poema no és un individu concret, sinó el poble portuguès.

## Composició
Publicada el 1572, consta de 1.102 estrofes repartides en deu cants. El tema sobre el qual s'articula l'obra és la primera expedició de Vasco de Gama a Orient, tot i que el propòsit últim de l'autor és cantar la glòria de l'Imperi portuguès, en general, per això en el relat del gran viatge s'insereix el passat de la pàtria (que ocupa més d'un terç del llibre), i les gestes del conqueridor representen únicament una anècdota en la història del país.
En el poema, els elements fabulosos de tall clàssic es barregen amb els episodis històrics: a més de l'aparició de la dea Venus, els mariners cauen en braços de les nereides (deïtats de la mar), semblants a les sirenes d'Ulisses; apareix també una nimfa que profetitza la història futura de les Índies Orientals (la profecia és també un altre element de l'epopeia clàssica), i Júpiter al·ludeix als navegants portuguesos com descobridors de nous mons, com Ulisses i Enees.

## Argument
El poema comença quan ja els navegants es troben a l'oceà Índic. A continuació es refereixen les aventures anteriors, des de la desembocadura del Teixo, al llarg de les Canàries, Cap Verd, Sierra Leone, el Congo, l'extrem d'Àfrica i la punta oriental d'aquest continent, una travessia marcada per innombrables avatars (com el brot d'escorbut que causa moltes baixes entre els mariners).
Continuen després cap a Moçambic, on els musulmans els surten al pas, aparentment amb bones intencions. L'almirall rep llavors el xeic a la nau, però a la inicial relació amistosa aviat se sumen enveges i temors, de manera que els portuguesos posen rumb a Mombasa. Els sorprèn una tempesta al mar, que amaina al matí i permet al vaixell arribar a les costes de Calicut, amb la major de les ciutats de Malabar (a l'Índia). A Calicut es repeteix l'experiència de Moçambic i els conqueridors, després d'eludir les emboscades, aconsegueixen fugir en direcció a Lisboa. En el seu camí de retorn, Venus els condueix, com a premi per les seves fatigues, a una illa paradisíaca: aquest constitueix un dels episodis més vius del poema. Embarquen de nou i, ja sense aturar-se, arriben a Lisboa amb un únic tresor: la notícia del descobriment.

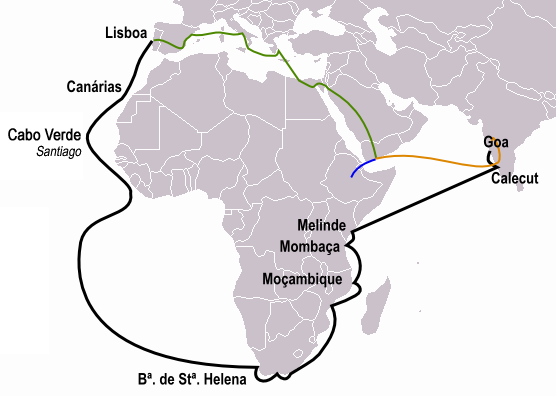
Itineraris de Vasco da Gama (negre), Pêro de Covilhã (taronja), Afonso de Paiva (blau) i Covilhã i Paiva junts abans de separar-se (verd)